# 룬퀘스트
룬퀘스트(RuneQuest, 일반적으로 RQ로 약칭)는 원래 스티브 페린, 레이 터니(Ray Turney), 스티브 헨더슨 및 워렌 제임스(Warren James)가 디자인하고 그레그 스태퍼드(Greg Stafford)의 신화적인 글로란타(Glorantha) 세계를 배경으로 한 판타지 테이블톱 롤플레잉 게임이다. 1978년 카오시움에서 처음 출판되었다. 1984년부터 출판물은 아발론 힐, 몽구스 퍼블리싱 및 더 디자인 매커니즘(The Design Mechanism)을 포함한 여러 회사 간에 전달되었으며 마침내 2016년에 카오시움으로 돌아왔다. 룬퀘스트는 백분위수 주사위를 중심으로 설계된 시스템과 기술 규칙의 조기 구현으로 유명하다. 이는 수많은 다른 게임의 기반이 되었다. 이 게임에는 여러 버전이 있다.